# دانييلي دافين
دانييلي دافين (بالإيطالية: Daniele Davin)‏ هو لاعب كرة قدم إيطالي، ولد في 7 يوليو 1962 في تورينو في إيطاليا. لعب مع نادي بارما ونادي بيستويسي ونادي تورينو ونادي كالياري.